# Valdemar Karlsson
Valdemar Karlsson, född 1962, är en svensk fridykare från klubben Juniordykarna i Göteborg. Han har varit en del av Sveriges landslag i fridykning 2013, 2015, 2016 och 2018, 2021 och 2022. Valdemar är den första svensk som vunnit guld i fridykning när han kom först i grenen statisk apnea i AIDA World Championship i Burgas, Bulgarien 2022. Han har deltagit i både SM och VM i poolfridykning ett flertal gånger och placerade sig bland annat som den bästa fridykaren i världen 2020 i disciplinen statisk apnea.

## Rekord

### Personbästa tävling[4]
| Disciplin | Tid/distans | Datum      | Plats             | Ackreditering |
| --------- | ----------- | ---------- | ----------------- | ------------- |
| STA       | 9 min 28 s  | 2022-05-14 | Göteborg, Sverige | AIDA          |
| DYN       | 224 meter   | 2021-11-14 | Göteborg, Sverige | AIDA          |
| DYNb      | 176 meter   | 2020-06-18 | Göteborg, Sverige | AIDA          |
| DNF       | 175 meter   | 2016-07-01 | Åbo, Finland      | AIDA          |